# 真正担子菌綱
真正担子菌綱（しんせいたんしきんこう、Homobasidiomycetes）は担子菌門、菌蕈亜門の菌類。ハラタケ綱（Agaricomycetes）とも。きのこが多いが、そうでないものもある。

## 内容
真正担子菌綱は16,000の種が知られ、これは知られている担子菌類のうち53%にあたる。この分類群はヒベットとトルン によるHomobasidiomycetes（真性担子菌類）と大まかには同じで、キクラゲ目とロウタケ目を含んでいる。この分類群は一般的なキノコ類だけでなく、以前には腹菌類とされたものを含み、また黒穂病菌やサビキン目を含んでいる 。
真正担子菌綱は分類学の推進によってゼラチン質のキノコを多く含むシロキクラゲ菌綱、アカキクラゲ菌綱がはずされた。しかしながら、ゼラチン質のキノコのうちキクラゲ目は真正担子菌綱とされていた（現在、キクラゲ目は異型担子菌綱に分けられることもある）。
過去には、子実体やキノコの形態が早期の真正担子菌綱分類の基礎とされ、腹菌類と真正担子菌綱を別々のものとみていた。しかし、いわゆる菌じん（普通の姿のキノコ）と腹菌類は、今では自然分類とは考えられていない。明らかに、腹菌類の菌類は、いわゆるキノコ型の菌からそれぞれ独自に進化したものである。しかしながら多くのキノコ採集の本では現在でもホコリタケ属や腹菌類は普通のキノコとは別の分類になっている。これはフリースの分別が現在でもキノコ、子実体の類別には便利であるためである。同様に、現在でも腹菌類のホコリタケ目はハラタケ目とスッポンタケ目で分かれている。
属する全ての種属が胞子を抱える襞を持っている。数ミリメートルの小さな傘から1メートル以上の傘を持つものまであり、最大級のものになると130kgに及ぶ。また、このグループはほぼ間違いなく最大で最古の単一の生命体である。ワタゲナラタケの個体には菌糸が15万kmに伸びており、重さは1万kg、年齢は1500年に至るものが見つかっている。
ほぼ全ての種が陸生であり、環境への耐性も強く、特に木の分解者として機能する。幾つかの種は菌を含む他の動物に発病したり寄生したりして生きることが特徴的で、菌根は森林の重要な共生者である。菌の形と生態系の一般的な考察では、キノコの論説、種の扱い、個々の種の説明に発展している。

## 参照
1. ↑  担子菌門 分類表
2. ↑  Hibbett, D.S. & R.G. Thorn. McLaughlin, D.J. et al. (eds). ed. The Mycota, Vol. VII. Part B., Systematics and Evolution. Berlin: Springer-Verlag. pp. 121–168)
3. ↑  Hibbett, D.S., et al. (March 2007). “A higher level phylogenetic classification of the Fungi”. Mycol. Res. 111 (5):  509–547. doi:10.1016/j.mycres.2007.03.004.
4. ↑  Fries EM. (1874). Hymenomycetes Europaei. Upsaliae.
5. ↑  2
6. ↑  Smith, M. et al. (1992). “The fungus Armillaria bulbosa is among the largest and oldest living organisms”. Nature 356:  428–431. doi:10.1038/356428a0.